# Franck Resplandy
 (octobre 2020).
Franck Resplandy, né en 1960, est un écrivain et dessinateur français.

## Œuvre
Il est l'auteur de Liberté d'expressions (éd. Hors Collection), de Lisier dans les yeux (éd. Baleine, coll. Le Poulpe), d’Ex corpore (éd. Pétrelle), de L'Étonnant Voyage des mots français dans les langues étrangères (éd. Bartillat), de My Rendez Vous with a femme fatale (Éditions du Seuil, coll. Points Seuil) et d’Éther (éd. Plon). Il a cosigné avec Fritz Bowwl l'album de BD adapté de son livre  "Lisier dans les yeux" (Le Poulpe), publié chez 6 Pieds sous terre, et sorti fin août 2010.
Il a publié chez L'Harmattan en juillet 2014 le roman La Mort de Martin Langlois.
Il a dessiné il y a quelques années pour le site Marianne 2007, L'Observatoire du Communautarisme et Le Perroquet libéré.